# Hongaarse Autonome Provincie

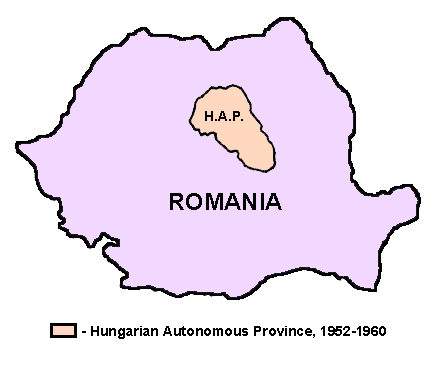
De Hongaarse Autonome Provincie

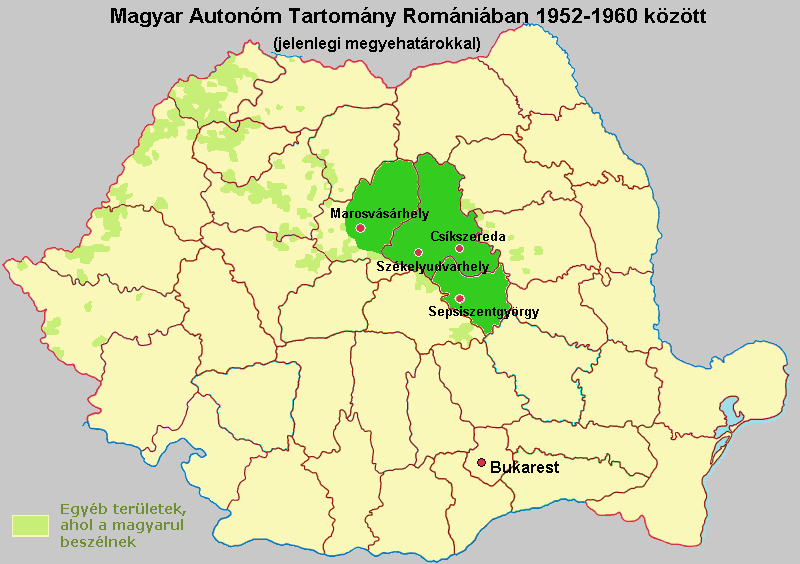
De Hongaarse Autonome Provincie

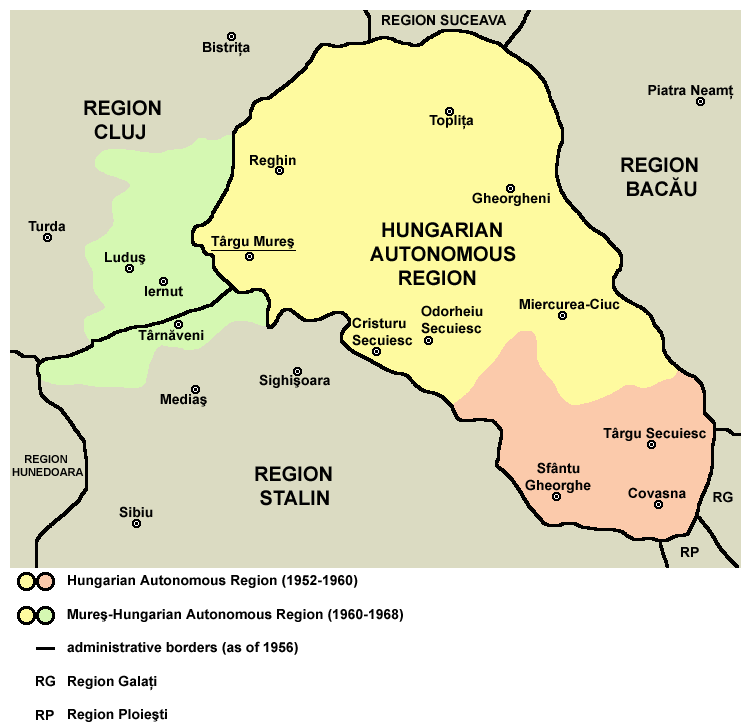
De Hongaarse Autonome Provincie

Administratieve indeling Roemenië (1960-1968)

De Hongaarse Autonome Provincie (Hongaars: Magyar Autonóm Tartomány, MAT, Roemeens: Regiunea Autonomă Maghiară) was een autonoom gebied in Roemenië dat tussen 1952 en 1960 (respectievelijk 1968, met andere grenzen en onder een andere naam) heeft bestaan. De hoofdplaats was Târgu Mureș (Marosvásárhely).
Het gebied had een oppervlakte van 13.550 km² en circa 731.000 inwoners. Het grondgebied kwam ongeveer overeen met het historische Szeklerland, dat grotendeels door etnische Hongaren (vooral Szeklers) werd en wordt bevolkt. De volkstelling van 1956 gaf de volgende verhoudingen aan: 77,3% Hongaars, 20,1% Roemeens, 1,5% Roma, 0,4% Duits en 0,4% Joods. Het gebied was officieel tweetalig: Hongaars en Roemeens.
De autonome provincie zou op aandringen van Stalin zijn ingesteld. Niettemin werd de positie van de Hongaren in het gebied vanaf de mislukking van de Hongaarse Opstand eind 1956 weer zwakker. Bovendien werd het bestaan van de Hongaarse Autonome Provincie door de Roemeense autoriteiten aangegrepen om de Hongaren erbuiten met verhevigde kracht te assimileren.
In december 1960 kreeg Roemenië opnieuw een nieuwe grondwet en veranderde de Hongaarse Autonome Provincie in de Mureș-Hongaarse Autonome Provincie (Maros-Magyar Autonóm Tartomány, MMAT, Roemeens: Regiunea Mureș-Autonomă Maghiară). In het zuidwesten werd het grondgebied enigszins uitgebreid, maar twee rayons in het zuiden kwamen erbuiten te liggen. Het relatieve aandeel van de Hongaren was daarmee lager dan het in de MAT was geweest (62% tegen 77,3%).
De Mureș-Hongaarse Autonome Provincie werd in februari 1968 opgeheven en vervangen door de huidige districten (județe) Harghita, Mureș en Covasna, die op niet-etnische basis waren ingedeeld.
Enkele Hongaarse organisaties in Roemenië (de Hongaarse Nationale Raad van Transsylvanië en de Nationale Raad van de Szeklers) hebben recentelijk getracht de heroprichting van de Hongaarse Autonome Provincie op de agenda te krijgen, maar een wetsvoorstel van parlementariërs van de RMDSZ werd door het Roemeense parlement met een beroep op de grondwet verworpen.